# Кудрявий (вулкан)
Кудря́вий (рос. Кудрявый; яп. 硫黄岳,　いおうだけ, Іо-даке, «гора Сірчана») — діючий вулкан на острові Ітуруп в складі Курильських островів, що знаходиться під контролем Росії.

## Короткі відомості
Висота вулкана 991 м. Належить до групи голоценових стратовулканів. Складений двопіроксеновими андезитами.
Вулкан розташований в центральній частині кальдери Медвежа в хребті Медвежий. За формою купол нагадує рівнобедренний трикутник. Відносна висота куполу 350 м. Південно-західний схил досить крутий (70°), північно-східний більш пологий (40-45°). Вершина витягнута у північно-східному напрямку, на ній знаходиться 2 кратери з сольфатарами:
- північно-східний — діаметр 200 м, глибина 30 м
- південно-західний — діаметр 250 м, глибина 60 м

Дно кратерів нерівне, розчленоване перемичками, що зв'язано з видобування у них сірки японцями. В південно-західному кратері міститься низка фумаролів. Відстань між центрами кратерів становить 450 м.
В безвітряну погоду висота вертикальних стовпів газу та пари над кратерами сягає 1 км.
Відомі виверження — 1778 (або 1779), 1946, 1958, 1975-78 роки. Сильне вилиття потужних лавових потоків спостерігалось 1883 року.

## Дивись також
Проблема Північних територій.
| Японія | Це незавершена стаття з географії Японії. Ви можете допомогти проєкту, виправивши або дописавши її. |

| Росія | Це незавершена стаття з географії Росії. Ви можете допомогти проєкту, виправивши або дописавши її. |